# Теодор фон Вреде
Барон Теодор Губертус Фердинанд Марія Йозеф фон Вреде (нім. Theodor Hubertus Ferdinand Maria Josef Freiherr von Wrede; 3 листопада 1888, Вандсбек — 30 березня 1973, Бонн) — німецький воєначальник, генерал-лейтенант вермахту. Кавалер Лицарського хреста Залізного хреста.

## Біографія
Син ротмістра Прусської армії барона Фердинанда фон Вреде і його дружини Пауліни, уродженої Федона. 1 березня 1907 року вступив в Прусську армію. Учасник Першої світової війни, з 1 жовтня 1914 року — ад'ютант полку. З 26 листопада 1916 року — командир ескадрону. З 25 січня 1917 року —ад'ютант бригади. З 21 травня 1917 року — командир ескадрону гвардійського кірасирного полку. З 13 листопада 1917 року служив в Генштабі 226-ї піхотної дивізії, з 1 липня 1918 року — 9-го армійського корпусу, з 21 жовтня 1918 року — армії, з 24 жовтня 1918 року — 242-ї піхотної дивізії.
З 7 серпня 1920 року служив в 15-му кінному полку. З 8 квітня 1921 року — командир ескадрону. З 1 квітня 1923 року служив в Генштабі 3-ї кавалерійської дивізії в Касселі (з 13 травня 1925 року — у Веймарі), з 1 квітня 1927 року — в штабі 4-ї дивізії (Дрезден), з 1 листопада 1931 року — в штабі 11-го кінного полку (Нойштадт), з 1 грудня 1931 року — знову в Генштабі 3-ї кавалерійської дивізії. З 1 лютого 1934 року — командир 10-го кінного (з 6 жовтня 1936 року — кавалерійського) полку в Цюлліхау (з 1 жовтня 1934 року — в Торгау).
З 12 жовтня 1937 року — військовий аташе в Будапешті. З 25 жовтня 1939 року — командир 423-ї дивізії особливого призначення, з 20 березня 1940 року — 393-ї піхотної дивізії. 20 травня 1940 року відправлений в командний резерв ОКГ. З 8 червня 1940 року — командир 290-ї піхотної дивізії. 1 травня 1942 року важко поранений у Дем'янському котлі і знятий з посади. 1 липня 1942 року знову відправлений в командний резерв ОКГ і більше не отримав призначень. 31 грудня 1944 року звільнений у відставку.

## Сім'я
12 липня 1922 року одружився з Іреною фон Шорлемер. В пари народились 2 сини (1923, 1925).

## Звання
- Фанен-юнкер (1 березня 1907)
- Лейтенант (18 листопада 1908; патент від 18 листопада 1906)
- Оберлейтенант (24 грудня 1914)
- Ротмістр (18 серпня 1916)
- Гауптман (1 квітня 1923)
- Майор (1 травня 1929)
- Оберстлейтенант (1 жовтня 1933)
- Оберст (1 серпня 1935)
- Генерал-майор (1 квітня 1939)
- Генерал-лейтенант (1 березня 1941)

## Нагороди
- Залізний хрест 2-го і 1-го класу
- Військовий хрест Фрідріха-Августа (Ольденбург) 2-го (із застібкою «Перед ворогом») і 1-го класу
- Ганзейський хрест (Гамбург)
- Нагрудний знак «За поранення» в чорному
- Почесний хрест ветерана війни з мечами
- Медаль «За вислугу років у Вермахті» 4-го, 3-го, 2-го і 1-го класу (25 років)
- Орден Заслуг (Угорщина), командорський хрест
- Застібка до Залізного хреста 2-го і 1-го класу
- Німецький хрест в золоті (26 грудня 1941)
- Лицарський хрест Залізного хреста (22 лютого 1942)
- Медаль «За зимову кампанію на Сході 1941/42»
- Дем'янський щит